# Michael Schindler
Michael Schindler (* 1978 in Ulm) ist ein deutscher Virologe, bekannt für Entdeckungen zur Pathogenität des HIV und einer Vielzahl von wissenschaftlichen Arbeiten zu Mechanismen, wie Viren das humane Immunsystem unterwandern.

## Leben
Schindler studierte Biologie an der Universität Ulm mit dem Abschluss 2002. Er entdeckte in seiner viel beachteten Doktorarbeit an der Universitätsklinik Ulm (Institut für Virologie) 2006 die Ursache der Pathogenität von HIV (AIDS) im Vergleich zu verwandten Affenviren. Die zentrale Rolle des Nef-Proteins bei AIDS zeigte Schindlers Doktorvater Frank Kirchhoff schon 1995 mit dem Nachweis, dass sich das Virus bei Ausschaltung des Nef-Proteins (in vitro und bei Rhesusaffen) nicht richtig vermehren konnte.
Während die rund 40 bekannten SIV ihre Affen-Wirte kaum schädigen, ist das bei HIV-1 und HIV-2, die von Affen auf den Menschen übertragen wurden, nicht der Fall – sie aktivieren die T-Helferzellen über ihr Nef-Protein, während bei SIV das Nef-Protein die Aktivierung verhindert (indem es das CD3-Molekül aus dem T-Zell-Rezeptor entfernt). Bei HIV-1 wurde das Nef-Protein im Lauf der Evolution so verändert, dass das CD3-Molekül nicht mehr entfernt wird – die T-Helferzellen werden aktiviert, was schließlich zur Überaktivierung und späteren Erschöpfung des Immunsystems führt.
2007 wurde er Nachwuchsgruppenleiter Viruspathogenese am Heinrich-Pette-Institut in Hamburg. Er befasste sich dort mit Wirtsfaktoren bei Viruspathogenese und untersucht neben AIDS auch Hepatitis C. Mit seiner Gruppe entwickelte er ein Verfahren, die Wechselwirkung von Proteinen in lebenden Zellen unter anderem bei Virusinfektion nachzuweisen (FACS-FRET und BSL3 live cell imaging). 2011 wechselte er ans Institut für Virologie, Helmholtz-Zentrum München als Arbeitsgruppenleiter. 2014 erhielt Schindler einen Ruf ans Universitätsklinikum Tübingen auf eine W2-Professur für Molekulare Virologie. Seither forscht er in Tübingen an Mechanismen wie Viren der Immunantwort des Wirtes entgehen und neuen antiviralen Ansätzen und Immuntherapien. Dabei werden neben HIV und Hepatitis C mittlerweile Ebolaviren, Zytomegalieviren und auch SARS-CoV-2 erforscht. 2017 erhielt er einen Ruf ans renommierte Imperial College in London als „Chair for Infectious Diseases“ den Schindler ablehnte. Seit 2018 ist er W3-Universitätsprofessor für Medizinische Virologie in Tübingen und leitet die unabhängige Forschungssektion Molekulare Virologie.
2012 beschrieb er mit Herwig Koppensteiner und anderen, wie sich HIV im Membransystem der Makrophagen vor dem Immunsystem des Wirts versteckt und so ein Reservoir bildet. 2019 konnte seine Arbeitsgruppe zeigen wie Ebolaviren ihre Glykoproteine in zelluläre Vesikel (Virosomen) verpacken und so Antikörper gegen das Virus abfangen.
2007 erhielt er für die Entdeckungen in seiner Dissertation den Paul-Ehrlich-und-Ludwig-Darmstaedter-Preis für Nachwuchswissenschaftler und im selben Jahr den Novartis Prize for Therapeutic Research, den AIDS-Preis der Deutschen AIDS-Gesellschaft, den CROI Young Investigators Award (Conference on Retroviruses and Opportunistic Infections) und einen Preis bei der Lindauer Nobelpreisträgertagung. 2010 erhielt er den Robert-Koch-Doktorandenpreis. 2013 wurde Schindler mit dem Eva und Klaus Grohe-Preis ausgezeichnet.

## Schriften (Auswahl)
- M. Schindler, J. Münch, O. Kutsch, F. Kirchhoff u. a.: Nef-mediated suppression of T cell activation was lost in a lentiviral lineage that gave rise to HIV-1. In: Cell. Band 125, 2006, S. 1055–1067. PMID 16777597.
- Herwig Koppensteiner, Ruth Brack-Werner, Michael Schindler: Macrophages and their relevance in Human Immunodeficiency Virus Type I infection. In: Retrovirology. Band 9, 2012, S. 82. (retrovirology.com)
- K. Bayer, C. Banning, V. Bruss, L. Wiltzer-Bach, M. Schindler: Hepatitis C virus is released via a non-canonical secretory route. In: J Virol. 14. Sep 2016, S. JVI.01615-16. (jvi.asm.org)
- J. Nehls, R. Businger, M. Hoffmann, C. Brinkmann, B. Fehrenbacher, M. Schaller, B. Maurer, C. Schönfeld, D. Kramer, S. Hailfinger, S. Pöhlmann, M. Schindler: Release of Immunomodulatory Ebola Virus Glycoprotein-Containing Microvesicles is Suppressed by Tetherin in a Species-Specific Manner. In: Cell Reports. 26, 1-13 Feb 12, 2019. (cell.com)
- R. Businger, J. Deutschmann, I. Gruska, J. Milbradt, L. Wiebusch, T. Gramberg, M. Schindler: SAMHD1 restriction in macrophages via pUL97. In: Nat Microbiol. 23 Sep 2019. doi:10.1038/s41564-019-0557-8. Human (cytomegalovirus overcomes)